# Ferrière-et-Lafolie
Ferrière-et-Lafolie är en kommun i departementet Haute-Marne i regionen Grand Est (tidigare regionen Champagne-Ardenne) i nordöstra Frankrike. Kommunen ligger i kantonen Joinville som tillhör arrondissementet Saint-Dizier. År 2022 hade Ferrière-et-Lafolie 51 invånare.

## Befolkningsutveckling
Antalet invånare i kommunen Ferrière-et-Lafolie
| Referens: INSEE |